# قطعه هنرمندان بهشت زهرا
قطعه هنرمندان بهشت زهرا به دفن هنرمندان، نویسندگان و فعالان عرصه‌های مختلف هنری و علمی اختصاص دارد. مجوز جهت دفن در این قطعه توسط معاونت هنری وزارت فرهنگ و ارشاد اسلامی صادر می‌شود.

## پیشینه

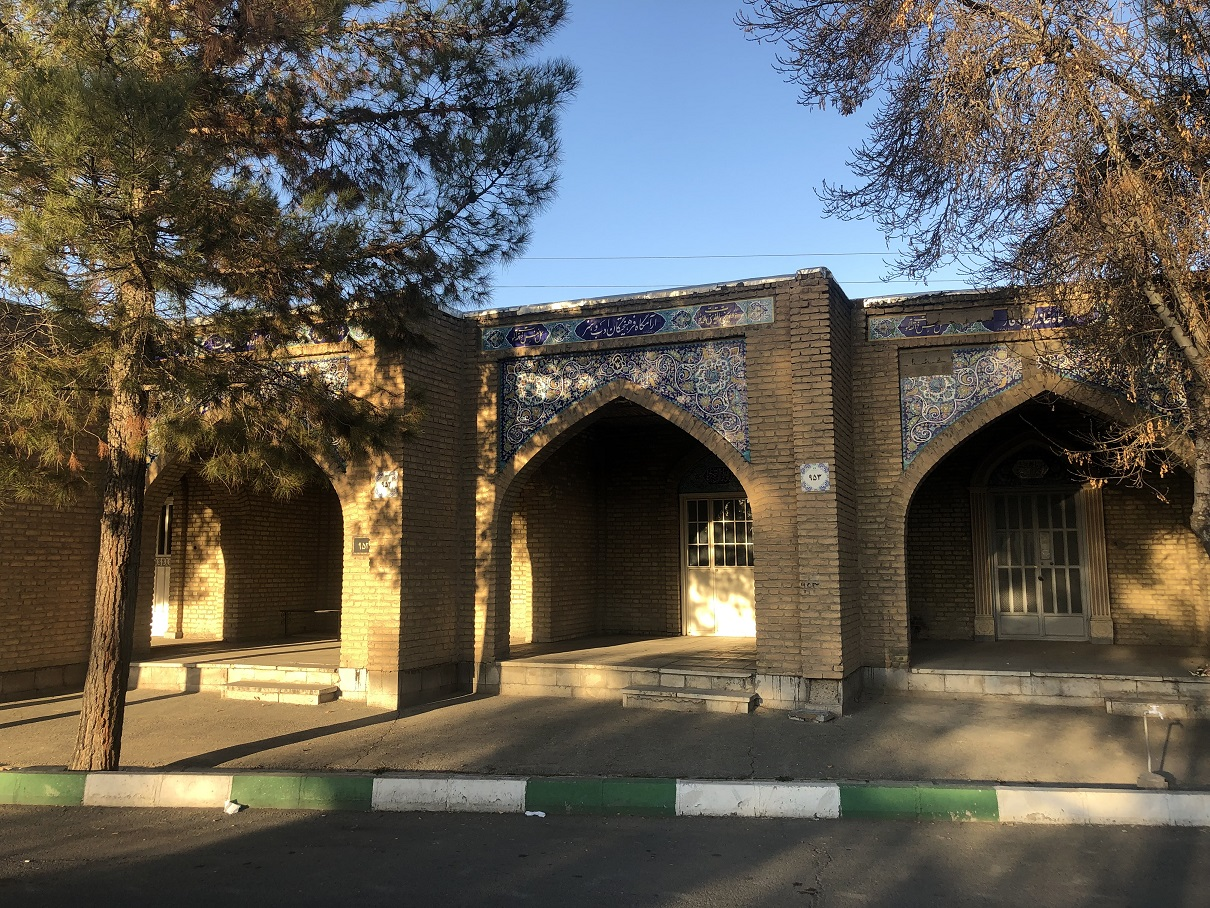
آرامگاه ۹۵۳، نخستین مکانی که در بهشت زهرا به ادیبان و هنرمندان اختصاص داده شد

اهل فرهنگ و هنر در تهران و قبل از انقلاب ۵۷ اکثراً در گورستان ظهیرالدوله و پس از انقلاب و در دهه‌های شصت و هفتاد در امامزاده طاهر کرج به خاک سپرده می‌شدند. در سال‌های ابتدایی دهه هفتاد خورشیدی، آرامگاه شماره ۹۵۳ بهشت زهرا (که مدفن مجتبی مینوی بود) آرامگاه فرهیختگان ادب و هنر نامیده شد و تا سه سال پذیرای بزرگان ادب و هنر از جمله جواد معروفی، ابوالقاسم حالت و ابوتراب جلی بود و پس از آن ظرفیت این آرامگاه تکمیل گردید.
در نیمه دوم سال ۱۳۷۳ سرانجام قطعه ۸۸ بهشت زهرا به نام هنرمندان اختصاص یافت و در این سال پنج نفر از هنرمندان در این قطعه به خاک سپرده شدند که ملک مهرداد بهار نخستین و رقیه چهره‌آزاد دومین آنها بودند. 

## فهرست دفن‌شدگان
فهرستی از دفن‌شدگان در قطعهٔ هنرمندانِ بهشت زهرای تهران برپایهٔ تاریخ خاک‌سپاری، سپس «قطعه»، «ردیف» و «شماره» در زیر آمده‌است: (تاریخ دفن با تاریخ درگذشت متفاوت است.)

### دهه ۱۳۹۹
1. ملک مهرداد بهار ۲۲ آبان ۱۳۷۳
2. رقیه چهره‌آزاد: ۱۱ دی ۱۳۷۳ ردیف: ۱۵۲ شماره: ۹
3. محمد تجویدی: ۱۴ دی ۱۳۷۳
4. عباس زریاب خویی: ۱۴ بهمن ۱۳۷۳
5. حسین سرشار: ۲۰ فروردین ۱۳۷۴
6. محمدجواد مشکور: ۲۵ فروردین ۱۳۷۴
7. ابوالحسن صدیقی: ۲۰ آذر ۱۳۷۴
8. منوچهر حامدی: ۲ دی ۱۳۷۴
9. امیر بیداریان‌نژاد: ۱۳ اسفند ۱۳۷۴
10. حسین سرشار: ۲۶ اسفند ۱۳۷۴
11. ایران دفتری: ۲۶ اسفند ۱۳۷۴
12. محمداسماعیل رضوانی ۵ فروردین ۱۳۷۵
13. جلال مقدم: ۲۹ فروردین ۱۳۷۵
14. جعفر روحبخش ۸ اردیبهشت ۱۳۸۵
15. عیسی صفایی: ۳۱ اردیبهشت ۱۳۷۵
16. غلامحسین نقشینه: ۱۸ خرداد ۱۳۷۵
17. عبدالله فرادی: ۷ مرداد ۱۳۷۵
18. کریم فکور: ۷ شهریور ۱۳۷۵
19. ولی خاکدان ۱۹ شهریور ۱۳۷۵
20. چنگیز شهوق: ۲۱ شهریور ۱۳۷۵
21. عبدالله جهان‌پناه: ۹ آبان ۱۳۷۵
22. شاهرخ غیاثی: ۱۵ آبان ۱۳۷۵
23. علی حاتمی: ۱۶ آذر ۱۳۷۵
24. محمدتقی دانش‌پژوه ۲۷ آذر ۱۳۷۵
25. بهرام ری‌پور: ۷ دی ۱۳۷۵
26. احمد تفضلی: ۲۵ دی ۱۳۷۵
27. رسام عرب‌زاده ۲۰ بهمن ۱۳۷۵
28. مهدی مفتاح: ۲۴ بهمن ۱۳۷۵
29. ابراهیم زال‌زاده: ۵ اسفند ۱۳۷۵
30. ناصر فرهنگ‌فر: ۲۳ مرداد ۱۳۷۶
31. جهانگیر فروهر: ۱۵ آبان ۱۳۷۶ ردیف: ۱۵۴، شماره: ۸
32. کامبیز صمیمی مفخم: ۲۱ دی ۱۳۷۶
33. احمد آرام: ۲۲ فروردین ۱۳۷۷ ردیف: ۱۴۸، شماره: ۹
34. نریمان شیری‌فرد ۹ تیر ۱۳۷۷
35. سید ابوالفضل قاضی: ۲۹ شهریور ۱۳۷۷
36. مصطفی مقربی: ۱۸ مهر ۱۳۷۷
37. مجید شریف ۲۸ آبان ۱۳۷۷
38. حمید مصدق: ۷ آذر ۱۳۷۷
39. داریوش کوشان: ۲۴ فروردین ۱۳۷۸
40. پرویز شاپور: ۱۵ مرداد ۱۳۷۸
41. احمد نجیب‌زاده: ۸ اردیبهشت ۱۳۷۸
42. مرتضی راوندی: ۲۳ شهریور ۱۳۷۸
43. عبدالحسین زرین‌کوب: ۲۴ شهریور ۱۳۷۸
44. منصور صارمی: ۴ آبان ۱۳۷۸
45. روح‌الله امامی: آبان ۱۳۷۸
46. جهانگیر پارساخو: ۲۲ آبان ۱۳۷۸ ردیف: ۱۵۱ شماره: ۱۰
47. هرمز وحید: ۴ آذر ۱۳۷۸
48. جعفر شهری: ۶ آذر ۱۳۷۸
49. غلامحسین بهمنیار: ۲۶ آذر ۱۳۷۸
50. جلیل ضیاءپور: ۳۰ آذر ۱۳۷۸
51. فیروز بهجت‌محمدی: ۲۳ دی ۱۳۷۸
52. عباس سحاب: ۱۴ فروردین ۱۳۷۹
53. نعمت‌الله گرجی: ۱۷ فروردین ۱۳۷۹ ردیف: ۱۵۹ شماره: ۴.
54. محمدعلی فردین: ۱۸ فروردین ۱۳۷۹ ردیف: ۱۵۹ شماره: ۱۰
55. سعید رابعی: ۲۴ تیر ۱۳۷۹
56. روبیک منصوری: ۲۲ مرداد ۱۳۷۹
57. فریدون مشیری: ۳ آبان ۱۳۷۹ ردیف: ۱۶۴ شمارهٔ: ۱۰
58. محمود قربانعلی ۲۵ مهر ۱۳۷۹[نیازمند منبع]
59. علی‌اصغر گرمسیری: ۱۹ آذر ۱۳۷۹
60. یحیی ذکا: ۲۸ دی ۱۳۷۹
61. پرویز داریوش: ۱۵ اسفند ۱۳۷۹

### دههٔ ۱۳۸۰
1. جمیله شیخی: ۳ خرداد ۱۳۸۰
2. منصور والامقام: ۲۸ تیر ۱۳۸۰
3. محمود پاکزاد: ۱ مرداد ۱۳۸۰
4. جعفر شعار: ۱ مرداد ۱۳۸۰
5. مسعود میردامادی:۴ آبان ۱۳۸۰
6. محمدرضا زندی: ۱۴ آبان ۱۳۸۰
7. ابوالقاسم قربانی: ۳۰ آبان ۱۳۸۰
8. لیلی تقی پور: ۴ آذر ۱۳۸۰ قطعه: ۷ ردیف: ۱۹ شماره :۲
9. حسن پستا: ۲۷ آذر ۱۳۸۰ قطعه ۸۸، ردیف ۱۶۵، شماره ۵
10. غلامحسین آهنی: ۱۳۸۰ ردیف: ۱۵۹، شماره: ۷
11. اسدالله ملک: ۹ بهمن ۱۳۸۰
12. جمشید اسماعیل‌خانی: ۱۹ فروردین ۱۳۸۱
13. احمد بیرشک: ۱۵ فروردین ۱۳۸۱ ردیف: ۱۵۸ شماره: ۱۱
14. خسرو شاهانی: ۲۰ اردیبهشت ۱۳۸۱
15. سهیل ایوانی: ۳۰ اردیبهشت ۱۳۸۱ ردیف: ۱۵۴ شماره: ۱۱
16. حبیب‌الله کسمایی: ۸ تیر ۱۳۸۱
17. مصطفی رحیمی: ۹ مرداد ۱۳۸۱
18. فرهاد محبت: ۲۵ مرداد ۱۳۸۱
19. داریوش زرگری: ۲۱ شهریور ۱۳۸۱
20. پروین ملکوتی: ۱۰ مهر ۱۳۸۱
21. مهدی رجائیان: ۲۴ مهر ۱۳۸۱
22. جهانگیر ملک: ۱۹ آذر ۱۳۸۱
23. سید عباس معارف: ۲ دی ۱۳۸۱
24. کنعان کیانی: ۴ دی ۱۳۸۱
25. ملیحه نصیری: ۲۳ دی ۱۳۸۱
26. رضا ژیان:۲۷ بهمن ۱۳۸۱
27. مهرزاد مینویی: ۱۹ اسفند ۱۳۸۱
28. فرخ تمیمی: ۲۴ اسفند ۱۳۸۱
29. محسن قبادی: ۱۷ مهر ۱۳۸۲
30. منوچهر جراح‌زاده: ۱۶ شهریور ۱۳۸۲
31. مرتضی ورزی: ۱۳ دی ۱۳۸۲
32. سید حسن حسینی: ۱۰ فروردین ۱۳۸۳
33. سیاوش زندگانی: ۲ اردیبهشت ۱۳۸۳
34. کیومرث صابری فومنی: ۱۱ اردیبهشت ۱۳۸۳
35. خیرالله کریمیان ۷ مهر ۱۳۸۳
36. عبدالحسین نوایی: ۱۸ مهر ۱۳۸۳
37. احمد بهروزی: ۲۳ مهر ۱۳۸۳
38. امین‌الله رضایی: ۱۰ آبان ۱۳۸۳
39. محمود علیقلی: ۱۵ آذر ۱۳۸۳
40. غلامحسین قریب: ۲۳ آذر ۱۳۸۳
41. محمد مددپور: ۴ فروردین ۱۳۸۴
42. اسماعیل نواب صفا: ۱۹ فروردین ۱۳۸۴
43. شاهرخ مسکوب: ۲۳ فروردین ۱۳۸۴
44. علی زاهدی: ۲۶ فروردین ۱۳۸۴
45. فریدون ناصری: ۱۷ تیر ۱۳۸۴
46. کریم امامی: ۱۹ تیر ۱۳۸۴
47. کاظم شهبازی: ۱۹ تیر ۱۳۸۴
48. مجتبی میرزاده: ۲۶ تیر ۱۳۸۴
49. اکبر دودکار: ۱ مرداد ۱۳۸۴
50. جعفر پتگر: ۲۸ شهریور ۱۳۸۴
51. حسین شکویی: ۲۸ شهریور ۱۳۸۴
52. فریدون گله: ۳۰ مهر ۱۳۸۴
53. منوچهر نوذری: ۱۹ آذر ۱۳۸۴
54. رضا سعیدی: ۲۰ آذر ۱۳۸۴
55. غلامرضا طباطبایی: ۲۵ دی ۱۳۸۴
56. ملیحه نظری: ۱۹ اسفند ۱۳۸۴
57. جواد تقدسی: ۲۲ اسفند ۱۳۸۴
58. منصور یاحقی: ۲۲ اسفند ۱۳۸۴
59. علی تجویدی: ۲۵ اسفند ۱۳۸۴ ردیف:۱۴۳ شماره: ۱۳
60. سروش خلیلی: ۱ فروردین ۱۳۸۵
61. منوچهر همایون‌پور: ۷ فروردین ۱۳۸۵
62. علی‌اکبر صنعتی: ۱۳ فروردین ۱۳۸۵
63. پوپک گلدره:۲۷ فروردین ۱۳۸۵
64. حسین کسبیان: ۱۴ اردیبهشت ۱۳۸۵
65. جعفر بزرگی: ۶ مرداد ۱۳۸۵ ردیف: ۱۴۴ شماره: ۱۵
66. ایرج گل‌افشان: ۹ مرداد ۱۳۸۵
67. نوذر پرنگ: ۲۳ مرداد ۱۳۸۵
68. عمران صلاحی: ۱۱ مهر ۱۳۸۵
69. نرسی گرگیا: ۳۰ مهر ۱۳۸۵
70. پرویز ملک‌زاده: ۲ آبان ۱۳۸۵
71. عبدالعلی همایون: ۲۷ آبان ۱۳۸۵
72. بابک بیات: ۶ آذر ۱۳۸۵
73. احمد قدکچیان: ۱۷ آذر ۱۳۸۵
74. ایرج زند: ۲۳ آذر ۱۳۸۵
75. پرویز یاحقی: ۱۳ بهمن ۱۳۸۵
76. حسن اسماعیل‌زاده: ۲۱ بهمن ۱۳۸۵
77. علیرضا اسپهبد: ۶ اسفند ۱۳۸۵ ردیف: ۱۴۸ شماره: ۱۸
78. خسرو شایگان: ۲۰ اسفند ۱۳۸۵
79. سعید کامیار: ۵ خرداد ۱۳۸۶
80. مهدی قالیبافیان:۲۲ خرداد ۱۳۸۶
81. هوشنگ اعلم: خرداد ۱۳۸۶
82. محمدرضا قنبری: ۱۴ تیر ۱۳۸۶
83. فاخره صبا: ۲۲ تیر ۱۳۸۶
84. باقر آیت‌الله‌زاده شیرازی: ۲۸ مرداد ۱۳۸۶
85. حسین ابراهیمی الوند: ۴ مهر ۱۳۸۶
86. حمید قنبری: ۷ مهر ۱۳۸۶
87. حمید دلشکیب: ۱۷ مهر ۱۳۸۶
88. علی‌محمد کاردان ۶ دی ۱۳۸۶
89. شاهرخ سخایی: ۳ فروردین ۱۳۸۷
90. داوود اسدی: ۴ فروردین ۱۳۸۷ قطعه: ۸۸، ردیف: ۱۴۳، شماره: ۲۲
91. اسماعیل داورفر: ۱۴ اردیبهشت ۱۳۸۷
92. خسرو شکیبایی: ۲۸ تیر ۱۳۸۷
93. نادر ابراهیمی: ۱۷ خرداد ۱۳۸۷ ردیف: ۱۴۵، شماره: ۲۳
94. جعفر شهری باف: ۶ آذر ۱۳۸۷ قطعه ۸۸
95. منوچهر احترامی: ۲۴ بهمن ۱۳۸۷ ردیف: ۱۴۸ شماره: ۲۵
96. مهری مهرنیا: ۳۰ بهمن ۱۳۸۷
97. علی میری: ۱۲ اسفند ۱۳۸۷
98. سیمین آقارضی ۲۱ دی ۱۳۸۸
99. بیژن ترقی: ۶ اردیبهشت ۱۳۸۸
100. پیمان ابدی: ۱۶ اردیبهشت ۱۳۸۸
101. حسن شجاعی: ۱۰ خرداد ۱۳۸۸
102. پروین سلیمانی: ۱۲ خرداد ۱۳۸۸
103. عباس بلوکی‌فر: ۶ مهر ۱۳۸۸
104. مسعود رسام: ۱۰ آبان ۱۳۸۸
105. مهدی سحابی: ۱۸ آبان ۱۳۸۸
106. نیکو خردمند: ۲۶ آبان ۱۳۸۸
107. فرامرز پایور: ۱۹ آذر ۱۳۸۸ ردیف: ۱۵۷ شماره: ۲۵
108. کیومرث ملک‌مطیعی: ۲۱ فروردین ۱۳۸۹
109. آندره آرزومانیان ۱۱ خرداد ۱۳۸۹
110. محمد نوری: ۹ مرداد ۱۳۸۹
111. مهین شهابی: ۱ شهریور ۱۳۸۹
112. اسماعیل ریاحی: ۲۰ آبان ۱۳۸۹

### دههٔ ۱۳۹۰
1. رضا صفدری: ۱۰ فروردین ۱۳۹۰
2. ابوالحسن علوی طباطبایی: ۲۲ تیر ۱۳۹۰
3. پرویز منصوری: ۲۵ آذر ۱۳۹۰
4. امیرهوشنگ قطعه‌ای: ۱۸ دی ۱۳۹۰
5. ساناز کیهان: ۲۵ دی ۱۳۹۰
6. عبدالله بوتیمار: ۲۹ دی ۱۳۹۰
7. نادیا دلدار گلچین: ۲۵ مرداد ۱۳۹۱
8. بهرام سارنگ: ۱۸ شهریور ۱۳۹۱
9. بهروز مسروری: ۷ مهر ۱۳۹۱
10. عطاالله خانبلوکی: ۲۲ مهر ۱۳۹۱
11. علی نجفی:۹ آبان ۱۳۹۱
12. نیما نهاوندیان: ۳ دی ۱۳۹۱
13. همایون خرم: ۲۸ دی ۱۳۹۱
14. محمد طاهر امامی: ۱۵ بهمن ۱۳۹۱
15. عسل بدیعی: ۱۸ فروردین ۱۳۹۲
16. سعدی افشار: ۱ اردیبهشت ۱۳۹۲
17. امیرحسین فردی: ۵ اردیبهشت ۱۳۹۲
18. جلیل شهناز: ۲۷ خرداد ۱۳۹۲
19. اصغر افضلی: ۱۰ شهریور ۱۳۹۲
20. پروین میکده: ۱۹ اسفند ۱۳۹۲
21. نادر قانع: ۶ فروردین ۱۳۹۳
22. ناصر گیتی‌جاه: ۱۹ فروردین ۱۳۹۳
23. اسماعیل قادرپناه: ۸ اردیبهشت ۱۳۹۳
24. منوچهر درفشه: ۲۷ تیر ۱۳۹۳
25. مرتضی پاشایی: ۲۳ آبان ۱۳۹۳
26. علیرضا خورشیدفر: ۵ آذر ۱۳۹۳
27. انوشیروان ارجمند: ۲۴ آذر ۱۳۹۳
28. مرتضی احمدی: ۱ دی ۱۳۹۳
29. عزیزالله هنرآموز: ۱۵ اسفند ۱۳۹۳
30. محمد مهراف: ۱۶ اسفند ۱۳۹۳
31. مهران دوستی: ۲ خرداد ۱۳۹۴
32. شهریار عدل: ۳۱ خرداد ۱۳۹۴
33. ولی‌الله مؤمنی: ۸ دی ۱۳۹۴
34. سید علی طباطبایی: ۸ شهریور ۱۳۹۴
35. هما روستا: ۴ مهر ۱۳۹۴
36. جواد لشکری: ۱۷ فروردین ۱۳۹۵
37. داوود رشیدی: ۶ شهریور ۱۳۹۵
38. حسن جوهرچی: ۱۷ بهمن ۱۳۹۵
39. علی معلم: ۲۳ اسفند ۱۳۹۵
40. خسرو شجاع‌زاده: ۲۴ اسفند ۱۳۹۵
41. افشین یداللهی: ۲۵ اسفند ۱۳۹۵
42. ابراهیم ناعم: ۱۵ فروردین ۱۳۹۶
43. ناصر ملک‌مطیعی: ۴ خرداد ۱۳۹۷
44. صدرالدین شجره: ۳۰ خرداد ۱۳۹۷
45. عزت‌الله انتظامی: ۲۶ مرداد ۱۳۹۷
46. سعید کنگرانی ۲۳ شهریور ۱۳۹۷
47. حسین محب‌اهری: ۲۶ دی ۱۳۹۷
48. خشایار الوند: ۱۱ اسفند ۱۳۹۷
49. حبیب کاووش: ۲۴ اسفند ۱۳۹۷
50. جمشید مشایخی: ۱۷ فروردین ۱۳۹۸ ردیف: ۴۰ شماره :۴۲
51. داریوش اسدزاده: ۵ شهریور ۱۳۹۸
52. حسین دهلوی: ۲۸ مهر ۱۳۹۸
53. نصرت کریمی: ۱۲ آذر ۱۳۹۸
54. یاور همدانی: ۱۳ اسفند ۱۳۹۸
55. سعید شمس انصاری: ۱ اردیبهشت ۱۳۹۹
56. محمد علی کشاورز: ۲۷ خرداد ۱۳۹۹
57. سیروس گرجستانی: ۱۲ تیر ۱۳۹۹
58. احمد پورمخبر: ۳۰ تیر ۱۳۹۹
59. بهمن مفید: ۲۷ مرداد ۱۳۹۹
60. مسعود مهرابی: ۱۲ شهریور ۱۳۹۹
61. نصرت‌الله وحدت: ۱۸ مهر ۱۳۹۹
62. اکبر عالمی: ۲۲ مهر ۱۳۹۹
63. کریم اکبری مبارکه: ۱۰ آبان ۱۳۹۹
64. احمد طیبی: ۱۴ آبان ۱۳۹۹
65. کامبوزیا پرتوی: ۴ آذر ۱۳۹۹
66. چنگیز جلیلوند: ۵ آذر ۱۳۹۹
67. پرویز پورحسینی: ۹ آذر ۱۳۹۹
68. عبدالله احمدیه: ۵ اسفند ۱۳۹۹

### دههٔ ۱۴۰۰
1. آزاده نامداری: ۰۹ فروردین ۱۴۰۰
2. محسن قاضی‌مرادی: ۲۷ فروردین ۱۴۰۰
3. عبدالوهاب شهیدی:۲۰ اردیبهشت ۱۴۰۰
4. بیژن افشار: ۲۱ اردیبهشت ۱۴۰۰
5. مسعود ولدبیگی: ۲۲ اردیبهشت ۱۴۰۰
6. بابک خرمدین: ۶ خرداد ۱۴۰۰
7. محمد برسوزیان: ۱۴ تیر ۱۴۰۰
8. ارشا اقدسی: ۱۳ مرداد ۱۴۰۰
9. علی سلیمانی: ۲۱ مرداد ۱۴۰۰
10. فرشته طائرپور: ۲۶ مرداد ۱۴۰۰
11. سیامک اطلسی: ۴ مهر ۱۴۰۰
12. فتحعلی اویسی: ۱۳ مهر ۱۴۰۰
13. عزت‌الله مهرآوران: ۱۶ مهر ۱۴۰۰
14. ایرج یکه‌زارع: ۲۰ مهر ۱۴۰۰
15. رحیم رحیمی‌پور: ۲۵ مهر ۱۴۰۰
16. پروین بهمنی: ۳ آبان ۱۴۰۰
17. حلیمه سعیدی: ۲۲ بهمن ۱۴۰۰
18. زهره فکورصبور ۱۲ اسفند ۱۴۰۰
19. منوچهر انصاری ۲۱ مرداد ۱۴۰۱
20. کیومرث عباسی: ۲۸ مرداد ۱۴۰۱
21. امین تارخ: ۴ مهر ۱۴۰۱
22. جلال مقامی: ۵ آبان ۱۴۰۱
23. فرشاد منجزی: ۱۲ دی ۱۴۰۱
24. حسن ناهید: ۲۷ بهمن ۱۴۰۱
25. شهرام عبدلی: ۶ اسفند ۱۴۰۱
26. نورمحمد ذوالفقاری: ۷ فروردین ۱۴۰۲
27. کیومرث پوراحمد: ۱۸ فروردین ۱۴۰۲
28. عباس براتی‌پور: ۴ اردیبهشت ۱۴۰۲
29. حسام محمودی: ۱۵ اردیبهشت ۱۴۰۲
30. حسین زمان: ۲۲ اردیبهشت ۱۴۰۲
31. اسماعیل سلطانیان۲۶ خرداد ۱۴۰۲
32. سینا زند: ۲ تیر ۱۴۰۲
33. آرش میر احمدی: ۲۸ شهریور ۱۴۰۲
34. آتیلا پسیانی: ۱۴ مهر ۱۴۰۲
35. داریوش مهرجویی: ۲۲ مهر ۱۴۰۲
36. وحیده محمدی‌فر: ۲۲ مهر ۱۴۰۲
37. اکبر گلپایگانی: ۱۶ آبان  ۱۴۰۲
38. بیتا فرهی: ۴ آذر ۱۴۰۲
39. پردیس افکاری: ۷ اسفند ۱۴۰۲
40. پرویز ربیعی: ۷ اسفند ۱۴۰۲
41. معین محمودزاده: ۹ اسفند ۱۴۰۲
42. رضا داوودنژاد:۱۸ فروردین ۱۴۰۳
43. سعید زرنیخی: ۱۳ خرداد ۱۴۰۳
44. سعید راد: ۳ مرداد ۱۴۰۳
45. حسین خانی بیک: شهریور ۱۴۰۳
46. زهره حمیدی :۷ شهریور ۱۴۰۳
47. بیژن اشتری :۲۱ خرداد ۱۴۰۴